# 비텔리우스
아울루스 비텔리우스 (15년 9월 24일~69년 12월 22일)는 로마 제국의 여덟 번째 황제이며, 마지막으로 69년에 죽은 로마 제국 황제이다.

## 생애
15년 9월 24일 루키우스 비텔리우스의 아들로 태어나 48년 집정관에 임명되었고 61년에는 아프리카의 총독에, 68년에 하(下)게르마니아의 사령관에 임명되었다.
이후 내란기를 거치며 69년 1월 2일에 하게르마니아군에 의해 반란의 주모자로 추대되었으나 막상 군을 이끌고 오토를 공격하여 로마를 점령한 사람은 부하인 카이키나와 발렌스였다. 덕분에 별다른 행동도 하지 않은 채 쉽게 4월 16일에 원로원에 의해 황제로 승인되었다.
로마로 가는 길에 그가 보여준 것은 환락, 축제, 그리고 무분별한 언동이었다. 특히 그중에서도 가장 경솔했던 것은 그가 내뱉은 무분별한 말로 “죽은 적의 냄새는 달콤하다”였는데, 이 말은 수많은 사람들의 적개심을 샀다. 그 해 5월에는 자신의 게르마니아군을 근위대로 승격시키고 기존에 있던 수도의 근위대는 해체시켰다.
7월 1일에 비텔리우스에 대항해 티투스 플라비우스 베스파시아누스가 반기를 들게 된다. 비텔리우스는 7월 18일 휘하 병력과 함께 로마에 입성하였다. 입성한 비텔리우스는 부하들의 전횡 방치, 연이은 환락생활, 무분별한 군단관리 등 그야말로 정치에 관해서는 무능의 극치를 보여준다. 10월에는 분노가 극에 달해 있던 도나우 군단이 베스파시아누스를 지지하며 카이키나가 이끄는 라인 군단과 충돌해 승리하고 자신들을 모욕하였던 크레모나의 주민을 무참히 학살한 뒤 로마로 쇄도하기 시작한다.
12월 20일, 도나우 군단에 맞서 군사를 보내나 보낸 군사들이 쉽게 도나우 군단에 항복을 하게 되어 위기를 맞게 된다. 이에 겁을 먹은 비텔리우스는 왕위를 물려주려고 하였으나 친위대에 의해 거부당하고 숨어 지내다 도나우 군단에 끌려나와 결국, 12월 22일에 처형되고 만다. 죽기 직전에 군인들에게 온갖 모욕을 당하고 살해되려 할 때, 군인들에게 "나는 그래도 한때나마 너희들의 황제이었다."라고 외쳤는데, 로마의 역사가 타키투스는 이 일화를 언급하면서 "살아 생전에 그가 황제답게 행동한 유일한 모습이었다"라고 자신의 저서에서 비웃었다.

## 같이 보기
- 로마 황제 연대표

| 전임 오토 | 제8대 로마 제국 황제 69년 | 후임 베스파시아누스 |

1. ↑  Wasson, Donald L. “Vitellius” (영어). 2024년 10월 23일에 확인함.